# Benigno Bossi
Benigno Bossi (ur. 31 lipca 1727 w Arcisate, zm. 4 listopada 1792 w Parmie) – włoski malarz, rytownik i sztukator.
Urodził się w Arcisate pod Mediolanem. Miał studiować malarstwo pod kierunkiem Pompeo Batoniego, ale uniemożliwiła to śmierć tego artysty. Anton Raphael Mengs i Dietrich, poradzili mu, aby zajął się grawerstwem. Przebywał przez pewien czas w Norymberdze i Dreźnie, ale w czasie wojny siedmioletniej musiał opuścić Saksonię i udał się w 1760 do Parmy, gdzie znalazł patronat księcia.